# رودخانه والدیویا
رودخانه والدیویا (به انگلیسی: Valdivia River) رودخانه‌ای به‌طول ۱۵ کیلومتر است که در آرژانتین و شیلی جریان دارد.